# 船橋市指定文化財一覧
船橋市指定文化財一覧（ふなばししていぶんかざいいちらん）は、千葉県船橋市にある市指定の文化財を集めたものである。

## 市の指定文化財
- 石造自休大徳坐像（有彫）（古和釜町）
- 木造地蔵菩薩坐像（有彫）（飯山満町）
- 木造毘沙門天立像（有彫）（大神保町）
- 木造観世音菩薩立像（有彫）（藤原）
- 木造阿弥陀如来立像（有彫）（海神）
- 木造聖観世音菩薩立像（有彫）（夏見）
- 木造稲荷神立像（有彫）（本町）
- 二宮神社社殿HP（有建）（三山）
- 難陀龍王堂（本町）
- 南蛮胴鎧（金杉）
- 船橋浦漁業関係古文書類（有考）（大神保町）
- 板碑(弘安9年7月15日在銘)（有考）（飯山満町）
- 板碑 (康永4年2月在銘)（有歴）（三山）
- 八十八ヶ箇所札所大絵馬（有民）（飯山満町）
- 八十八ヶ箇所札所大絵馬（有民）（高根町）
- 梯子乗りと木遣り歌（無民）（市内）
- 大仏追善供養
- 神保ばやしHP（無民）（神保町）
- 二宮神社の神楽HP（無民）（三山）
- 高根町神明社の神楽HP（無民）（高根町）
- 飯山満町大宮神社の神楽（無民）（飯山満町）HP
- 中野木の辻切りHP（無民）（中野木）
- 観信の墓 附 木造地蔵菩薩像（有形）（薬円台）
- 俳人斎藤園女の墓HP（史跡）（大穴北）
- 船橋御殿跡 附 東照宮HP（史跡）（本町）
- 葛羅の井（史跡）（西船）
- 鐘楼堂跡 附 和時計 蜀仙人筆HP（史跡）（宮本）
- 明治天皇駐蹕之処の碑 附 習志野地名発祥の地（史跡）（薬円台）HP
- 成瀬氏の墓 附 墓誌（史跡）（西船）HP
- 飛ノ台貝塚HP（史跡）（海神）